# 霍斯金斯山
81°50′S 159°3′E / 81.833°S 159.050°E
霍斯金斯山（英語：Mount Hoskins）是南極洲的山峰，位於奧次地的斯塔肖特冰川西岸，處於林德利山以南7公里，海拔高度2,030米，由英國探險隊發現，以第一海軍大臣命名。